# Слохокей ліга
Слохокей ліга (словен. Slohokej)  — елітний хокейний дивізіон Словенії.

## Історія
Ліга була заснована 2009 року, прийшовши на зміну чемпіонату Словенії з хокею. Має міжнародний статус, оскільки окрім словенських в ній виступають також команди з Хорватії та Сербії.
Дві словенські команди та одна хорваться є фарм-клубами трьох команд з цих же країн, котрі виступають в Ерсте банк лізі.
В перші два сезони в лізі змагався також хокейний клуб з Австрії.
Скасована у	2012 році.

## Команди
| Команда         | Місто   | Арена                       | Вмісткість |
| --------------- | ------- | --------------------------- | ---------- |
| «Олімпія»       | Любляна | Dvorana Tivoli              | 5 000      |
| ХК «Блед»       | Блед    | Ledena dvorana Bled         | 1 000      |
| «Младі Єсеніце» | Єсениці | Dvorana Podmežakla          | 5 900      |
| «Ставбар»       | Марибор | Ledna Dvorana Tabor         | 1 000      |
| «Триглав»       | Крань   | Ledena dvorana Zlatno polje | 1 000      |
| «Славія»        | Любляна | Dvorana Zalog               | 1 000      |
| «Партизан»      | Белград | Ledena dvorana Pionir       | 2 000      |
| ХК «Загреб»     | Загреб  | Dvorana Velesajam           | 1 000      |
| «Младост»       | Загреб  | Dvorana Velesajam           | 1 000      |

## Переможці Слохокей ліга
- 2009-10: Ставбар
- 2010-11: Партизан
- 2011-12: Партизан